# Zwarte walstrowants
De Zwarte walstrowants (Polymerus nigrita) is een wants uit de familie van de blindwantsen (Miridae). De soort werd het eerst wetenschappelijk beschreven door Carl Fredrik Fallén in 1807.

## Uiterlijk
De matzwarte wants is langvleugelig en kan 4 tot 5 mm lang worden. Het lichaam is bedekt met goudkleurige of zilvere, glanzende haren. De antennes zijn zwart en het tweede en derde segment is in het midden vaak lichter. De poten zijn ook zwart met om de schenen vaak twee vage lichte ringen. De punten van de voorvleugels zijn zwart met een lichte punt onderaan en een lichte bovenrand. De kop is ook zwart maar heeft naast elk oog een licht vlekje.

## Leefwijze
De soort is tussen juli en augustus volwassen en overwintert als eitje. Er is één generatie per jaar. De wantsen leven op walstrosoorten, vooral op kleefkruid (Galium aparine) maar ook op kruisbladwalstro (Galium cruciata), moeraswalstro (Galium palustre), noords walstro (Galium boreale), glad walstro (Galium mollugo) en geel walstro (Galium verum).

## Leefgebied
De soort komt in heel Nederland voor maar in het zuidoosten is hij talrijker. Het verspreidingsgebied is verder palearctisch, van Europa tot in het Verre Oosten waar de wantsen leven in min of meer vochtige gebieden waar walstro groeit.